# Nhóm thiên hà

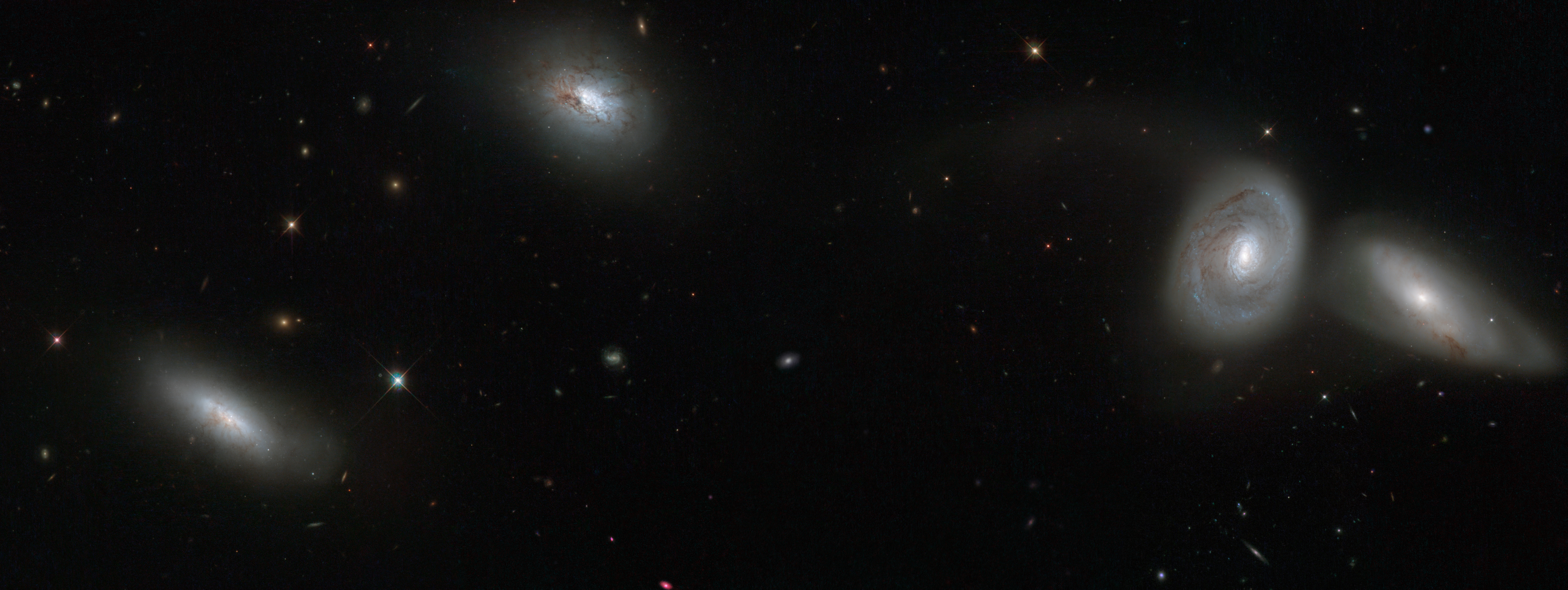
Bốn trong bảy thiên hà trong nhóm thiên hà HCG 16.

Nhóm thiên hà hoặc nhóm các thiên hà (tiếng Anh: Galaxy Group/ Group of Galaxies) là tập hợp các thiên hà chứa khoảng 50 hoặc ít hơn các thành viên có liên kết hấp dẫn, mỗi thành viên có độ sáng ít nhất tương đương với Ngân Hà (khoảng 1010 lần độ sáng của Mặt Trời); tập hợp nhóm có số lượng thiên hà lớn hơn được xếp vào Cụm thiên hà. Bản thân Nhóm Thiên Hà và Cụm Thiên Hà cũng có thể gộp lại với nhau, tạo thành siêu đám thiên hà.
Ngày nay, các nhà thiên văn học đề nghị rằng những cấu trúc với ít hơn 80 nghìn tỉ Mặt Trời nên được phân loại là Nhóm Thiên Hà.
Ngân Hà là thành viên trong Nhóm Địa Phương.

## Đặc điểm
Các nhóm thiên hà là tập hợp nhỏ nhất của các thiên hà. Chúng thường chứa không quá 50 thiên hà có đường kính từ 1 đến 2 megaparsec (Mpc). [NB 1] Khối lượng của chúng xấp xỉ10 13 khối lượng mặt trời. Sự lan truyền vận tốc cho các thiên hà riêng lẻ là khoảng 150 km / s. Tuy nhiên, định nghĩa này chỉ nên được sử dụng như một hướng dẫn, vì các hệ thống thiên hà lớn hơn và lớn hơn đôi khi được phân loại là các nhóm thiên hà.
Các nhóm là cấu trúc phổ biến nhất của các thiên hà trong vũ trụ, chiếm ít nhất 50% các thiên hà trong vũ trụ cục bộ. Các nhóm có phạm vi khối lượng giữa các thiên hà hình elip rất lớn và các cụm thiên hà. Trong vũ trụ địa phương, khoảng một nửa số nhóm biểu hiện phát xạ tia X khuếch tán từ môi trường nội cụm của chúng. Những thiên hà phát ra tia X dường như có các thiên hà loại sớm là thành viên. Phát xạ tia X khuếch tán đến từ các vùng trong 10-50% bán kính virus bên trong của nhóm, thường là 50-500 kpc.

## Các Loại
Nhóm nhỏ gọn
Một nhóm nhỏ gọn bao gồm một số lượng nhỏ các thiên hà, thường là khoảng năm, gần nhau và tương đối cô lập với các thiên hà và thành tạo khác. Nhóm nhỏ gọn đầu tiên được phát hiện là Stephan's Quintet, được tìm thấy vào năm 1877. Stephan's Quintet được đặt tên theo một nhóm nhỏ gọn gồm bốn thiên hà cộng với một thiên hà tiền cảnh không liên kết. Nhà thiên văn học Paul Hickson đã tạo ra một danh mục các nhóm như vậy vào năm 1982, Nhóm nhỏ gọn Hickson.
Các nhóm thiên hà nhỏ gọn dễ dàng cho thấy ảnh hưởng của vật chất tối, vì khối lượng nhìn thấy nhỏ hơn rất nhiều so với khối lượng cần thiết để giữ các thiên hà lại với nhau trong một nhóm liên kết. Các nhóm thiên hà nhỏ gọn cũng không ổn định động theo thời gian Hubble, do đó cho thấy các thiên hà tiến hóa bằng cách hợp nhất, theo khoảng thời gian của tuổi của vũ trụ.
Nhóm hóa thạch
Các nhóm thiên hà hóa thạch, nhóm hóa thạch hoặc cụm hóa thạch được cho là kết quả cuối cùng của việc hợp nhất thiên hà trong một nhóm thiên hà bình thường, để lại quầng sáng tia X của nhóm tiền thân. Các thiên hà trong một nhóm tương tác và hợp nhất. Quá trình vật lý đằng sau sự hợp nhất thiên hà-thiên hà này là ma sát động. Các thang thời gian cho ma sát động lực học trên các thiên hà phát sáng (hoặc L *) cho thấy các nhóm hóa thạch là các hệ thống cũ, không bị xáo trộn đã chứng kiến rất ít sự xâm nhập của các thiên hà L * kể từ khi chúng sụp đổ ban đầu. Do đó, các nhóm hóa thạch là một phòng thí nghiệm quan trọng để nghiên cứu sự hình thành và tiến hóa của các thiên hà và môi trường nội nhóm trong một hệ thống cô lập. Các nhóm hóa thạch vẫn có thể chứa các thiên hà lùn chưa hợp nhất, nhưng các thành viên lớn hơn của nhóm đã ngưng tụ thành thiên hà trung tâm. Giả thuyết này được hỗ trợ bởi các nghiên cứu về mô phỏng máy tính về khối lượng vũ trụ.
Nhóm hóa thạch gần nhất với Dải Ngân hà là NGC 6482, một thiên hà hình elip ở khoảng cách khoảng 180 triệu năm ánh sáng nằm trong chòm sao Hercules.
Nhóm nguyên thủy
Các nhóm nguyên sinh là các nhóm đang trong quá trình hình thành. Chúng là dạng nhỏ hơn của protoclusters. Chúng chứa các thiên hà và tiền thiên hà được nhúng trong các quầng vật chất tối đang trong quá trình hợp nhất thành các nhóm hình thành các quầng vật chất tối đơn lẻ.